# Nyoirin-ji
Le Nyoirin-ji (如意輪寺) est un temple bouddhiste situé dans la ville de Mobara, préfecture de Chiba au Japon. C'est un temple de l'école Nichiren, renommé pour ses anciens ginkgos. Le temple se trouve près des restes du château de Tonoyatsu.

## Histoire
Le Nyoirin-ji est fondé il y a environ mille ans par un prêtre shingon. En 1470, le temple est transféré à la secte Kempon Hokke (en) du bouddhisme Nichiren par Sakai Sadataka（1435-15220[Quoi ?]) du clan Sakai, seigneur du proche château de Kazusa. Le hon-dō du Nyoirin-ji est reconstruit en 1711 après que la structure précédente a été détruite lors d'un incendie.